# Joust 2: Survival of the Fittest
Joust 2: Survival of the Fittest est un jeu vidéo d'action développé et édité par Williams Electronics, sorti en 1986 sur borne d'arcade.
Il fait suite à Joust.
Ces bornes sont assez rares chez les collectionneurs. Seules 1000 unités ont été produites par Williams.